# Jor-El
Jor-El é um personagem de história em quadrinhos criado por Jerry Siegel e Joe Shuster que integra o universo DC.
Jor-El é um kryptoniano, e marido de Lara. Ele é um cientista do planeta Krypton, antes da sua destruição. Jor-El previa o destino do planeta, mas foi incapaz de convencer seus colegas a tempo de salvar sua raça depois de sua apelação. Ele foi capaz de salvar seu filho, Kal-El (Superman), enviando-o em um foguete caseiro ao Planeta Terra apenas momentos antes do fim de Krypton. Depois de construir sua Fortaleza da Solidão, Superman honrou seus falecidos pais biológicos com uma estátua de Jor-El e Lara segurando um globo de Krypton.
Jor-El é normalmente retratado como muito parecido com o Superman adulto.
Em 2006 a versão de Richard Donner para Superman II (ator Marlon Brando não apareceu na versão filme original do filme de 1980), Lex Luthor observa uma semelhança entre Jor-El e Superman.

## História do Personagem

### Era de Ouro e Era de Prata
Jor-El foi referido indirectamente, em Action Comics # 1 em 1938, que só menciona um cientista que envia seu filho para a Terra. Ele fez sua primeira aparição nas tiras de jornal do Superman em 1939, quando seu nome era grafado como "Jor-L". Seu nome apareceu pela primeira vez como sendo escrito "Jor-el", no livro "The Adventures of Superman" de 1942 escrito por George Lowther; quadrinhos mais tarde viria a tirar o E 'em' El '. Após a introdução do Multiverso na década de 1960, foi estabelecido que a versão da Era de Ouro do pai do Superman foi batizada de "Jor-L" e morava em Krypton do universo da Terra 2, enquanto o "Jor-El" era o pai da versão Era de Prata do Super-Homem e viveu em Krypton no universo da Terra 1.

## Outras mídias

### Filmes

#### Seriado
Na série cinematográfica de 1948, Jor-El foi interpretado por Nelson Leigh.

#### Série de Filmes do Superman
Marlon Brando interpretou Jor-El no filme Superman de 1978, produzido por Alexander Salkind e o filho, Ilya Salkind, e seu sócio Pierre Spenglere e dirigido por Richard Donner.
No filme, Jor-El está usando o o símbolo do Superman, como brasão da família da Casa de El, coincidentemente parecido com a letra "S" do alfabeto latino. O nome "Superman" foi criado por Lois Lane ao ver o e "S" e nota alguma semelhança. Outros kryptonianos são mostrados usando os seus próprios brasões de família individuais. Originalmente pensado por Brando, essa origem do famoso  símbolo do Superman tem sido usado em muitas histórias desde então. Nos quadrinhos atuais, porém, o escudo é o símbolo Kryptoniano para "esperança", e não só é usado por Jor-El em uma maneira similar à de Brando no primeiro longa-metragem, mas adorna todos os tipos de bandeiras de Krypton, vestuário , naves espaciais, equipamentos etc.

#### Adventures of Superman
Jor-El foi interpretado por Robert Rockwell, que foi não creditado na tela, em "Superman On Earth", o primeiro episódio da série de televisão "Adventures of Superman" de 1952.

#### Superboy
Jor-El foi "interpretado" por George Lazenby, que era realmente o papel de um alien disfarçado como Jor-El, no final de 1980 na série de televisão Superboy.

#### Lois & Clark: The New Adventures of Superman
David Warner interpretou Jor-El no episódio "Foundling" da série Lois & Clark: The New Adventures of Superman. Em um pequeno globo de Krypton na nave que o levou para a Terra, Clark Kent começa a ver as mensagens holográfica de seu pai biológico. Jor-El fala destruição de Krypton e como ele salvou o seu filho, enviando-lhe para a Terra em uma pequena nave espacial experimental. Jor-El diz que existe um velho ditado de Krypton: "Em um longo caminho, tomar pequenos passos."
François Giroday interpretou Jor-El no episódio "Big Girls Don't Fly", onde Clark descobre que estava casado, desde o nascimento com a Zara, que aparentemente era um ritual comum em Krypton, antes da sua destruição.

#### Smallville
Terrence Stamp interpretou o espírito desencarnado de Jor-El, pai biológico de Clark, em 16 episódios da segunda até sétima temporada de Smallville.

#### Universo Estendido da DC
Russell Crowe interpreta Jor-El no filme O Homem de Aço. Jor aparece como uma projeção na Fortaleza da Solidão, onde ensina seu filho, Kal-El (Henry Cavill), sobre suas origens kriptonianas e seus poderes.

#### Superman (1941)
Jor-El é citado no primeiro episódio do desenho animado do Superman dos estúdios Fleischer  como um dos principais cientistas do Planeta Krypton que detectou sua destruição. Colocou então Kal-El em um foguete e o enviou para o Planeta Terra antes da destriução de Krypton.

#### Superamigos
Jor-El também é visto em pelo menos três episódios de Super Amigos. Ele aparece no episódio "The Planet Splitter, em "Challenge of the Super Friends" aparece no episódio "Secret Origins of The Superfriends", bem como o episódio curto chamado "The Krypton Syndrome."

#### Superman (1988)
Na série animada Superman, The Man of Steel de 1988, Superman menciona que seu pai Jor-El foi o criador da Zona Fantasma, que detém o General Zod e seus dois companheiros de Krypton. Um dos lacaios de Zod, cria um tanqye de energia que lhes permite criar um monstro chamado "The Hunter" (dublado por Peter Cullen), que sai da Zona Fantasma para matar Superman, em seguida, encontrar a Zona Fantasma Projetores e libertá-los. Jor-El é apenas mencionada, mas não é mostrado.

#### Superman: The Animated Series (1996)
Na década de 1990 em Superman: The Animated Series, Jor-El é mostra como o herói da série, no primeiro episódio, ele é dublado por Christopher McDonald.

No primeira episódio, "O Último Filho de Krypton", Jor-El é um cientista que analisa os motivos de diversos terremotos em todo o planeta. Seus resultados indicam a iminente destruição de Krypton. A versão animada de Jor-El diverge da versão dos quadrinhos. Embora ambas as versões apresentam o Conselho de Krypton despedir resultados de Jor-El, Jor-El é retratado como um membro muito menos respeitados da comunidade científica e, o episódio também dá uma razão específica para a destituição do conselho: Brainiac, um supercomputador usado pelo Conselho de Krypton. Brainiac insiste que os cálculos de Jor-El está incorreto, e os membros do conselho confiam mais em Brainiac do que Jor-El (também, o plano radical de Jor-El para colocar toda a população Krypton na Zona Fantasma, enquanto Krypton é destruída para transferência posterior para outro planeta saudado pelo Conselho com nada menos do que o ódio). Este é o Brainiac é mesmo que mais tarde se torna um inimigo do Superman.